# Christina Ricci
Christina Ricci (* 12. února 1980, Santa Monica, Kalifornie, USA) je americká herečka známá pro hraní neobvyklých temných postav. Je držitelkou Satellite Award, obdržela také nominace na Zlatý Glóbus, cenu Emmy a Ceny sdružení filmových a televizních herců.
Svůj filmový debut zaznamenala ve svých devíti letech ve filmu Mořské panny (1990), po němž následovala průlomová role Wednesday Addamsové ve filmu Addamsova rodina (1991) a jeho pokračování Addamsova rodina (1993). Následná účinkování ve filmech Casper a Teď a potom (oba 1995) jí přinesly slávu jako „ikona teenagerů“. V 17 letech se začala ztvárňovat role zaměřené na dospělé ve filmu Ledová bouře (1997), což vedlo k rolím ve filmech Osudová sázka a Pecker (oba 1998). Uznání sklidila za své výkony ve filmech Všichni moji muži (1998), Ospalá díra (1999) a Zrůda (2003). Mezi další filmy, ve kterých účinkovala patří Strach a hnus v Las Vegas (1998), Prozacový národ (2001), Pumpkin (2002), Cokoliv (2003), Prokletí (2005), Penelope (2006), V řetězech (2006), Speed Racer (2008) a The Matrix Resurrections (2021).
Ricci účinkuje také v televizi. Ztvárnila roli Lizy Bump v poslední řadě seriálu Ally McBealová (2002) a získala uznání za svou hostující roli v seriálu Chirurgové v roce 2006. Hrála také v seriálech Pan Am (2011–2012), The Lizzie Borden Chronicles (2015) a Z: The Beginning of Everything (2017). Od roku 2021 ztvárňuje roli Misty Quigley v kritiky uznávaném seriálu Yellowjackets stanice Showtime a v roce 2022 účinkovala v komediálním hororovém seriálu Wednesday.

## Mládí
Narodila se v Santa Monice v Kalifornii, jako čtvrté a nejmladší dítě Sarah (rozené Murdoch) a Ralfu Ricciovým. Její matka pracovala jako modelka pro Ford Models a později byla realitní makléřkou. Její otec měl spoustu zaměstnání, pracoval jako učitel tělocviku, právník, drogový poradce a skupinový terapeut. Ke svému původu uvedla: „Proudí ve mně italská krev. Před čtyřmi nebo pěti generacemi si Ital vzal irskou ženu a měli samé syny. Jejich synové si vzali irské ženy, měli další syny a ti měli další irské ženy. Já jsem v podstatě skotsko-irského původu.“
Rodina se přestěhovala do Montclair (New Jersey), kde navštěvovala Edgemontovu základní školu, Glenfieldovu střední školu a Montclairskou vysokou školu, stejně jako Morristown-Beard School. Po prvním ročníku opustila Professional Children's School v New Yorku. Její sourozenci jsou Rafael (narozen 1971), Dante (narozen 1974), a Pia (narozená 1976). Rodiče žijí odděleně od roku 1993, kdy jí bylo 13 let, a od té doby nemluvila s otcem.

## Kariéra

### První filmy
Ve věku osmi let ji objevil kritik z Bergen Record ve školní hře (The Twelve Days of Christmas) na Edgemontově škole v Montclair. Roli mělo původně hrát jiné dítě, ale to Ricci udeřilo a za trest o roli přišlo. Poté, co natočila několik reklam (od šesti let), dostalo se jí velkého debutu v Mermaids v roli mladší dcery Cher. Jako mladá herečka udělal dojem, takže dostala další práci. Později se objevila ve videu filmového soundtracku písně The Shoop Shoop Song. V následujícím roce již hrála morbidní, předčasně vyspělou Wednesday Addamsovou ve filmové adaptaci Addamsova rodina. Role ji pomohla stát se charakterovou herečkou nekonvenčních rolí, v čemž pokračovala znovu jako Wednesday v pokračování z roku 1993 Addamsova rodina 2, který se stal kasovním trhákem.
Její další projekt, Casper, byl přijat se smíšenými recenzemi, ale byl na osmém místě pokud se týká vydělaných peněz. Dále hrála ve filmu Now and Then, o dospívání čtyř 12letých dívek a jejich přátelství v letech 1970–1990, kde ztvárnila roli mladší verze Rosie O'Donnell. Film měl znovu kasovní úspěch a byl přirovnáván jako ženská verze k filmu Stand by Me. Hrála několik dospívajících rolí, např. ve filmech Gold Diggers: The Secret of Bear Mountain a That Darn Cat. V roce 1997 se začala objevovat v rolích dospělých, na začátku to byla role problémové, sexuálně kuriózní Wendy Hood v kritikou uznávaném filmu The Ice Storm.

### Novější role
Poté se objevila v nezávislém hitu Buffalo'66, ve filmu režiséra Johna Waterse Pecker a Dona Roosa Všichni moji muži (The Opposite of Sex, jako jedovatá, manipulativní Dede). Za tuto roli byla nominována na Zlatý Globus. Pozdější filmy zahrnovaly Sleepy Hollow (vedle Johnny Deppa), a Prozac Nation (který je uváděn jako první s její nahou scénou), hrála protějšek Charlize Therona ve filmu Monster. Měla hrát ve filmu Ghost World (2001), ale než se začalo s filmováním, byla na svoji roli příliš stará a proto se věnovala dalším projektům. Podílela se na Beckově úspěšném albu Guero v písni „Hell Yes“.
V únoru 2006 měla roli paramedičky v ABC dramatu Grey's Anatomy, za kterou byla nominovaná na cenu Emmy. Byla hostující hvězdou (Debbie „Liza“ Bump) v roce 2002 v sedmi epizodách poslední série Ally McBeal, jako právnička pracující u Cage&Fish si v poslední epizodě vzala Richarda Fishe. V roce 2006 uvedla, že se při svých 155 cm cítí být „too short“, aby kdy byla zařazena na A-seznam hereček a též uvedla, že má sklon se opravdu stydět před kamerou. Též uvedla, že věří tomu, že moc neovládá svou kariéru, neboť se musí stále účastnit konkurzů na filmové natáčení.
V roce 2007 hrála ve filmu Black Snake Moan, který byl přijat se smíšenými recenzemi, na webu rottentomatoes.com dostal celkově pouze 66 procent. Na televizním programu Ebert&Roeper filmový tvůrce Kevin Smith však označil film za nejlepší film roku a její výkon označil za dosud nejlepší herecký výkon. Film, který dostal i palec nahoru od Richarda Roepera, vydělal při premiérovém týdnu 4 miliony dolarů, což ho zařadilo na 8. místo. Kvůli roli v tomto filmu musela zhubnout několik liber a při filmování nosila 40 lb (18 kg) těžký řetěz.
V roce 2006 hrála v moderní filmové pohádce Penelope, v roce 2008 měla hlavní ženskou roli ve filmu bratrů Wachovských Speed Racer. Hrála též ve třech epizodách druhé série kriminálního dramatu TNT Saving Grace, a to Abby Charles, mladou detektivku, dočasnou partnerku Grace (Holly Hunter). S Liamem Neesonem a Justinem Longem hrála v psychologickém thrilleru After.Live, který byl omezeně uvolněn 9. dubna 2010. Na Broadway debutovala 23. září 2010 jako Mandy ve hře Time Stands Still v Cort Theatre vedle původně obsazených členů Laury Linney, Briana d'Arcy James a Erika Bogosiana. Nahradila Aliciu Silvestrone, která měla závazek hrát roli Mandy v manhattanském Theater Clubu.
V září 2011 začínala s rolí v televizním seriálu ABC Pan Am, který dějově začínal v šedesátých letech. Na jeviště se vrátila v dubna 2012, kdy hrála Herminu v obnovené Shakespearově hře na Broadway Sen noci svatojánské. V roce 2013 hrála v australském filmu Around The Block.

## Osobní život
Objevila se v několika národních reklamách na antikoncepci. Podporovala Johna Kerryho v prezidentské kampani v roce 2004. Poté, co se dostala do top seznamu nejhůře oblečených lidí PETA a poté, co dostávala řadu dopisů od skupin ochránců zvířat, se vzdala nošení kožešin. Na památku svého oblíbeného románu z dětství Lev, čarodějnice a skříň má na pravé lopatce vytetovaného lva a má na těle řadu dalších tetování. Byla krátce zasnoubená s hercem Owenem Benjaminem. Je národní mluvčí sítě RAINN (Rape, Abuse&Incest National Network).

## Filmografie

### Filmy
| Rok           | Titul                                               | Role                   | Poznámka                 |
| ------------- | --------------------------------------------------- | ---------------------- | ------------------------ |
| 1990          | Mořské panny                                        | Kate Flax              |                          |
| 1991          | Poldovi v patách                                    | Bonnie                 |                          |
| 1991          | Addamsova rodina                                    | Wednesday Addamsová    |                          |
| 1993          | Když mi odejdeš                                     | Jessica                |                          |
| 1993          | Addamsova rodina 2                                  | Wednesday Addamsová    |                          |
| 1995          | Casper                                              | Kathleen „Kat“ Harvey  |                          |
| 1995          | Navždy spolu                                        | mladá Roberta Martin   |                          |
| 1995          | Gold Diggers: The Secret of Bear Mountain           | Beth Easton            |                          |
| 1996          | Bastard Out of Carolina                             | Dee Dee                |                          |
| 1996          | Poslední ze slavných králů                          | Erin                   |                          |
| 1997          | Little Red Riding Hood                              | Little Red Riding Hood | krátký film              |
| 1997          | Ta zatracená kočka                                  | Patti Randall          |                          |
| 1997          | Ledová bouře                                        | Wendy Hood             |                          |
| 1998          | Všichni moji muži                                   | Dede Truitt            |                          |
| 1998          | Osudová sázka                                       | Layla                  |                          |
| 1998          | Strach a hnus v Las Vegas                           | Lucy                   |                          |
| 1998          | Malí válečníci                                      | Gwendy Doll            | dabing                   |
| 1998          | Pecker                                              | Shelley                |                          |
| 1998          | I Woke Up Early the Day I Died                      | dospívající Hooker     |                          |
| 1998          | Voda na poušti                                      | Ely Jackson            |                          |
| 1999          | 200 cigaret                                         | Val                    |                          |
| 1999          | No Vacancy                                          | Lillian                |                          |
| 1999          | Ospalá díra                                         | Katrina Van Tassel     |                          |
| 2000          | Dotek zla                                           | Cheri Post             |                          |
| 2000          | Muž, který plakal                                   | Suzie                  |                          |
| 2001          | Po čem touží kluci                                  | Rayna Wyckoff          |                          |
| 2001          | Prozacový národ                                     | Elizabeth Wurtzel      |                          |
| 2002          | Pumpkin                                             | Carolyn McDuffy        | také producentka         |
| 2002          | Miranda                                             | Miranda                |                          |
| 2003          | Zjevení                                             | Cassie Grant           |                          |
| 2003          | Cokoliv                                             | Amanda Chase           |                          |
| 2003          | Líbí se mi, co děláš                                | Shana                  |                          |
| 2003          | Zrůda                                               | Selby Wallová          |                          |
| 2005          | Prokletí                                            | Ellie                  |                          |
| 2006          | Penelope                                            | Penelope Wilhern       |                          |
| 2006          | V řetězech                                          | Rae                    |                          |
| 2006          | Země zatracených                                    | Sarah Schivino         |                          |
| 2008          | Speed Racer                                         | Trixie                 |                          |
| 2008          | New Yorku, miluji Tě!                               | Camille                | část: „Shunji Iwai“      |
| 2009          | All's Faire in Love                                 | Kate                   |                          |
| 2009          | Po životě                                           | Anna Taylor            |                          |
| 2010          | Alfa a Omega                                        | Lilly                  | dabing                   |
| 2011          | California Romanza                                  | Lena                   | krátký film              |
| 2011          | Bucky Larson: Zrozen být hvězdou                    | Kathy McGee            |                          |
| 2012          | Miláček                                             | Clotilde de Marelle    |                          |
| 2012          | Květy války                                         | Sarabeth Ellis         |                          |
| 2013          | Šmoulové 2                                          | Vexy                   | dabing                   |
| 2013          | Around the Block                                    | Dino Chalmers          |                          |
| 2014          | Nebojácné pastelky                                  | Sarabeth               | dabing                   |
| 2016          | Matky a dcery                                       | Vexy                   |                          |
| 2017          | Mladí Titáni: Jidášova smlouva                      | Terra                  | dabing                   |
| 2018          | Distorted                                           | Lauren Curran          |                          |
| 2020          | Deset věcí, které bychom měli udělat před rozchodem | Abigail                |                          |
| 2020          | Percy versus Goliáš                                 | Rebecca Salcau         |                          |
| 2020          | Here After                                          | Scarlett               |                          |
| 2021          | Matrix Resurrections                                | Gwyn de Vere           |                          |
| 2022          | Monstrous                                           | Laura                  |                          |
| bude oznámeno | The Dresden Sun                                     | Dr. Dresden Corliss    | probíhá natáčení         |
| bude oznámeno | Unplugged                                           | Kit / Ivana Viktimn    | dabing; probíhá natáčení |

### Televize
| Rok        | Titul                                       | Role                                   | Poznámka                                             |
| ---------- | ------------------------------------------- | -------------------------------------- | ---------------------------------------------------- |
| 1990       | H.E.L.P.                                    | Olivia                                 | díl: „Are You There, Alpha Centauri?“                |
| 1996       | Simpsonovi                                  | Erin (hlas)                            | díl: „Simpsonovi na prázdninách“                     |
| 1999       | Saturday Night Live                         | sama sebe (moderátorka)                | díl: „Christina Ricci/Beck“                          |
| 2002       | Projekt Laramie                             | Romaine Patterson                      | TV film                                              |
| 2002       | Malcolm v nesnázích                         | Kelly                                  | díl: „Company Picnic: Part 1“                        |
| 2002       | Ally McBealová                              | Liza Bump                              | 7 dílů                                               |
| 2005       | Joey                                        | Mary Teresa                            | díl: „Joey and the Fancy Sister“                     |
| 2006       | Chirurgové                                  | Hannah Davies                          | díly: „Konec světa – část 1“, „Konec světa – část 2“ |
| 2009       | Božská mrcha                                | Offcr. Abby Charles                    | 3 díly                                               |
| 2011–2012  | Pan Am                                      | Maggie Ryan                            | Hlavní role; 14 dílů                                 |
| 2012       | Dobrá manželka                              | Therese Dodd                           | díl: „Anatomy of a Joke“                             |
| 2014       | Dvojnásobná vražedkyně Lizzie Bordenová     | Lizzie Bordenová                       | TV film                                              |
| 2015       | The Lizzie Borden Chronicles                | Lizzie Bordenová                       | hlavní role, také výkonná producentka; 8 dílů        |
| 2017       | Z: The Beginning of Everything              | Zelda Fitzgerald                       | hlavní role, také výkonná producentka; 10 dílů       |
| 2019       | Escaping the Madhouse: The Nellie Bly Story | Nellie Bly                             | TV film                                              |
| 2020       | 50 States of Fright                         | Bitsy                                  | díl: „Red Rum“                                       |
| 2021       | Rick a Morty                                | Princess Poñeta / Kathy Ireland (hlas) | díl: „Rickdependence Spray“                          |
| 2021–dosud | Yellowjackets                               | Misty Quigley                          | hlavní role                                          |
| 2022       | Wednesday                                   | Marylin Thornhill / Laurel Gates       | 8 dílů                                               |

### Hudební videa
- 1990: „The Shoop Shoop Song (It's in His Kiss)“ – Cher (1989)
- 2000: „Natural Blues“ – Moby (2000)

### Multimedia

#### Audioknihy
- Gossip Girl – vypravěč
- Gossip Girl „You Know You Love Me“ – vypravěč

#### Video hry
- The Legend of Spyro: Dawn of the Dragon (2008) – Cynder

## Ceny
| Rok  | Cena                            | Kategorie                                                      | Titul                                    | Výsledek |
| ---- | ------------------------------- | -------------------------------------------------------------- | ---------------------------------------- | -------- |
| 1991 | Young Artist Award              | Nejlepší mladá herečka ve vedlejší roli v hraném snímku        | Mermaids                                 |          |
| 1993 | Saturn Award                    | Nejlepší výkon mladé herečky                                   | The Addams Family                        | Nominace |
| 1993 | Young Artist Award              | Nejlepší mladá herecká hvězda v hraném filmu                   | The Addams Family                        | Nominace |
| 1994 | Saturn Award                    | Nejlepší výkon mladé herečky                                   | Addams Family Values                     | Nominace |
| 1995 | Special Award                   | Hvězda roku                                                    |                                          |          |
| 1996 | Saturn Award                    | Nejlepší výkon mladé herečky                                   | Casper                                   |          |
| 1996 | Young Artist Award              | Nejlepší mladá herečka v hraném filmu                          | Casper                                   | Nominace |
| 1996 | Young Artist Award              | Nejlepší výkon mladého souboru – hraný film a video            | Now and Then                             | Nominace |
| 1998 | Blimp Award                     | Oblíbená filmová herečka                                       | That Darn Cat                            | Nominace |
| 1998 | Young Artist Award              | Nejlepší výkon v hraném filmu – mladá herečka ve vedlejší roli | The Ice Storm                            | Nominace |
| 1998 | Young Artist Award              | Nejlepší výkon v hraném filmu – mladá herečka v hlavní roli    | That Darn Cat                            | Nominace |
| 1998 | Golden Space Needle Award       | Nejlepší herečka                                               | The Opposite of Sex, Buffalo '66         |          |
| 1998 | NBR Award                       | Nejlepší herečka ve vedlejší roli                              | The Opposite of Sex                      |          |
| 1998 | TFCA Award                      | Nejlepší ženský výkon                                          | The Opposite of Sex                      |          |
| 1998 | YoungStar Award                 | Nejlepší výkon mladé herečky ve filmové komedii                | The Opposite of Sex                      |          |
| 1998 | YoungStar Award                 | Nejlepší výkon mladé herečky ve filmovém dramatu               | The Ice Storm                            |          |
| 1998 | Chlotrudis Award                | Nejlepší herečka ve vedlejší roli                              | The Ice Storm                            |          |
| 1999 | Chlotrudis Award                | Nejlepší herečka                                               | The Opposite of Sex & Buffalo '66        | Nominace |
| 1999 | Golden Satellite Award          | Nejlepší výkon herečky ve hraném filmu – komedie/muzikál       | The Opposite of Sex                      |          |
| 1999 | American Comedy Award           | Nejoblíbenější herečka v hraném filmu – hlavní role            | The Opposite of Sex                      |          |
| 1999 | Golden Globe                    | Nejlepší výkon herečky ve hraném filmu – komedie/muzikál       | The Opposite of Sex                      |          |
| 1999 | FFCC Award                      | Nejlepší herečka ve vedlejší roli                              | Buffalo '66, The Opposite of Sex, Pecker |          |
| 1999 | Teen Choice Award               | Film – vynikající herečka                                      |                                          |          |
| 2000 | Teen Choice Award               | Film – vynikající herečka                                      | Sleepy Hollow                            |          |
| 2000 | Young Artist Award              | Nejlepší výkon v hraném filmu – ženská hlavní role             | Sleepy Hollow                            |          |
| 2000 | B-Movie Award                   | Nejlepší celebrita – medailonek                                | I Woke Up Early The Day I Died           |          |
| 2000 | Saturn Award                    | Nejlepší herečka                                               | Sleepy Hollow                            |          |
| 2000 | Blockbuster Entertainment Award | Oblíbená herečka – Horor                                       | Sleepy Hollow                            |          |
| 2001 | Blockbuster Entertainment Award | Oblíbená herečka ve vedlejší roli – Napětí                     | Bless the Child                          |          |
| 2001 | Young Hollywood Award           | Nejžhavější, nejchladnější mladý veterán                       |                                          |          |
| 2002 | Teen Choice Award               | Film – vynikající herečka, komedie                             | Pumpkin                                  | Nominace |
| 2004 | MTV Movie Award                 | Nejlepší polibek (s Charlize Theron)                           | Monster                                  | Nominace |
| 2006 | Half-Life Award                 |                                                                |                                          |          |
| 2006 | Primetime Emmy                  | Výjimečná hostující herečka v sérii Drama                      | Grey's Anatomy                           |          |
| 2008 | Teen Choice Award               | Vynikající herečka – akční adventura                           | Speed Racer                              | Nominace |
| 2009 | Giffoni Award                   |                                                                |                                          |          |